# Димитриос Калапотакис
Димитриос (Димитрис) Калапотакис (на гръцки: Δημήτριος Καλαποθάκης) е гръцки журналист, основател на Македонския комитет в Атина, и основен идеолог на Гръцката въоръжена пропаганда в Македония.

## Биография
Роден е в 1862 година в Ареополи (Цимова), главния център на пелопонеската област Мани. В 1885 година основава във Волос вестника „Симеа“ (Знаме), който на следната година мести в Атина. От 1896 година издава вестник „Емброс“ (Напред), един от най-големите гръцки вестници като тираж. Калапотакис е секретар на видния гръцки политик и министър-председател Харилаос Трикупис.
В 1904 година Калапотакис оглавява Македонския комитет в Атина като председател на Висшия му съвет и организира началото на Гръцката пропаганда в Македония. Списва „Общи указания за македонските чети от Висшия съвет на Македонския комитет“, в които определя борбата на андартите главно като антибългарска. Комитетът подкрепя андартското движение с доставка на оръжие от вътрешността на Гърция и набиране на доброволци от Крит и Мани.
През 1906 година андартският деец архиерей Фотий Корчански е убит от дейци на албанското или влашкото националноосвободително движение. Калапотакис прави грешка и пуска некролог във вестник „Емброс“ на костурския митрополит Германос Каравангелис, като след разкритието на грешката му е принуден да подаде оставка от ръководния пост в гръцкия македонски комитет.
В 1953 година в Солун е издигнат негов бюст, дело на скулптора Михаил Томброс (1889 - 1974).